# Malin Gut
Malin Gut (Zurigo, 1º agosto 2000) è una calciatrice svizzera, centrocampista della nazionale svizzera.

## Carriera

### Club
Gut cresce con la famiglia nel piccolo centro di Niederrohrdorf, vicino a Baden, nel Canton Argovia, avvicinandosi al calcio fin da giovanissima e iniziando l'attività agonistica a Däniken, dai 5 anni d'età, per poi trasferirsi al Fislisbach, dove rimane per molti anni, ed infine al Baden, dove gioca assieme ai maschietti nella formazione mista Under-15.
Nel frattempo frequenta il centro di formazione della Federcalcio svizzera di Bienne, dove viene notata dagli osservatori del plurititolato Zurigo, che dal 2015 la tesserano facendola debuttare in prima squadra mentre continua gli studi presso il liceo sportivo di Rämibühl. Rimane con la società del capoluogo del canton Zurigo per quattro stagioni consecutive, durante le quali condivide con le compagne il double campionato-coppa per tre volte, nel 2015-2016, 2017-2018 e 2018-2019, e maturando complessivamente in Lega Nazionale A 63 presenze realizzando 17 reti. Grazie ai risultati conseguiti dalla squadra, Gut ha anche l'opportunità di debuttare in UEFA Women's Champions League il 23 agosto 2016, in occasione della prima fase eliminatoria della stagione 2016-2017, gruppo 5, nell'incontro vinto per 3-1 sulle slovacche dello Slovan Bratislava. Nelle tre stagioni di Champions alla quali partecipa con lo Zurigo totalizza 15 presenze, ottenendo come migliore prestazione gli ottavi di finale nella stagione d'esordio, con la sua squadra eliminata dalle francesi dell'Olympique Lione, squadra che poi si aggiudicherà il titolo continentale.
Nell'estate 2019 si trasferisce al Grasshopper, rimanendo una sola stagione, marcando 4 reti su 15 presenze di campionato prima che questo venisse interrotto, e poi sospeso, per le restrizioni conseguenti alla pandemia di COVID-19.
Durante il seguente calciomercato estivo coglie l'occasione per disputare il suo primo campionato estero, firmando un contratto professionistico con l'Arsenal per giocare in FA Women's Super League, primo livello del campionato inglese femminile di calcio, la stagione entrante, raggiungendo così le connazionali Noelle Maritz e Lia Wälti. A disposizione del tecnico Joe Montemurro, viene inserita in rosa, pur non impiegandola, nell'incontro dei quarti di finale della UEFA Women's Champions League 2019-2020 del 22 agosto 2020, perso per 2-1 con le francesi del Paris Saint-Germain. Montemurro decide di impiegarla in campionato fin dalla 1ª giornata, dove debutta il 6 settembre 2020, rilevando Kim Little al 76' nell'incontro casalingo vinto per 6-1 sul Reading, mentre scende titolare per la prima volta il 10 ottobre, giocando tutti i 90 minuti dell'incontro vinto in trasferta per 5-0 con il Brighton & Hove. Ha lasciato l'Arsenal nel gennaio 2022, tornando al Grasshopper.

### Nazionale
Gut inizia ad essere convocata dalla federazione calcistica della Svizzera (ASF-SFV) nel 2016, inserita in rosa dal tecnico Monica Di Fonzo con la formazione Under-17 impegnata nelle fasi di qualificazione all'Europeo della Repubblica Ceca 2017. Fa il suo esordio nel torneo il 26 settembre di quell'anno, nel primo incontro del gruppo 1 della prima fase di qualificazione, segnando, al 30', anche la rete con cui fissa il risultato nella vittoria per 1-0 sulle pari età d'Israele. Condivide con le compagne il percorso della Svizzera che, superata la prima fase eliminatoria, chiusa al secondo posto, accede alla fase élite, e dove si gioca l'accesso alla fase finale fino all'ultimo incontro, perso per 2-1 in zona Cesarini con la Slovenia, e dove al 63' segna la rete del pareggio per 1-1 con i Paesi Bassi che mantiene la possibilità del passaggio del turno, accesso, ottenuto alla fine dalle olandesi.
Nel luglio di quello stesso anno arriva la convocazione in Under-19, inserita in rosa dal tecnico Nora Häuptle in occasione della fase finale dell'Europeo 2018, che in quell'edizione è disputato in Svizzera. In quell'occasione Häuptle la impiega in tutti i tre incontri disputati dalla sua nazionale nel gruppo A della fase a gironi, che dopo aver pareggiato 2-2 con la Francia e perso per 2-0 il match con la Spagna, squadra che si avrebbe poi aggiudicato il titolo continentale per la terza volta, vince per 3-1 la partita con la Norvegia, risultato che però non le garantisce il passaggio del turno. Häuptle continua a convocarla anche per la fase élite di qualificazione all'Europeo di Scozia 2019, dove gioca tutti i tre incontri della seconda fase eliminatoria e dove tiene aperte le speranze per l'accesso alla fase finale siglando, il 6 aprile, la rete che fissa il risultato sul 2-1 nella vittoria sulle avversarie della Polonia, accesso vanificato dal successivo pareggio per 2-2 con la Finlandia.
Nel frattempo Gut viene convocata anche nella nazionale maggiore, chiamata dal commissario tecnico Martina Voss-Tecklenburg che decide di inserirla in rosa con la squadra impegnata negli incontri di play-off, per aggiudicarsi l'ultimo posto della zona UEFA al Mondiale di Francia 2019. Fa il suo debutto in maglia rossocrociata il 5 ottobre 2018, nell'incontro di andata delle semifinali dell'ultima fase eliminatoria, pareggiato per 2-2 con il Belgio giocando da titolare tutti i 90 minuti della partita, ritornando in campo anche nell'incontro di ritorno, nuovamente pareggiata, che grazie al risultato di 1-1 permettono alla Svizzera di giocare la doppia finale con i Paesi Bassi, incontri però che non la vedono in rosa.
Dal 2019 le sue convocazioni nella nazionale svizzera si fanno costanti, chiamata prima da Voss-Tecklenburg e poi dal suo successore Nils Nielsen durante la fase di qualificazione, gruppo H, all'Europeo di Inghilterra 2022. In questa fase segna la sua prima rete con la nazionale maggiore, quella che apre le marcature nell'incontro del 22 settembre 2020 vinto con il Belgio per 2-1, risultato determinante per l'accesso ai play-off che determineranno chi tra le ultime tre nazionali avrà accesso alla fase finale.

## Palmarès
- Campionato svizzero: 3

Zurigo: 2015-2016, 2017-2018, 2018-2019
- Coppa Svizzera: 3

Zurigo: 2015-2016, 2017-2018, 2018-2019